# Мірча Мінтенко
Мірча Дмитрович Мінтенко — український краєзнавець, народознавець, фольклорист.
Народився 17 лютого 1940 року в місті Чернівці.
Навчався у Великокучурівській середній школі (1948—1955). Заочно закінчив Чернівецьке культурно-освітнє училище.
Працював завідувачем бібліотеки хутора Годилів, села Великий Кучурів, секретарем-діловодом у школах сіл Тисовець і Великий Кучурів.
Автор книги «Чисті джерела натхнення» (Чернівці, 2011). Має низку публікацій у місцевій періодиці з народознавства. Збирає та публікує старовинні колядки, щедрівки, духовні, побутові пісні.
Почесний житель села Великий Кучурів (2010). Лауреат обласної премії ім. Олекси Романця за розвиток краєзнавства, збереження культурної спадщини Буковини (2012). За книгу «Чисті джерела натхнення» нагороджений дипломом ІІ ступеня на XVI конкурсі ім.  Мирона Утриска (2013) та грамотою від Чернівецького обласного товариства румунської культури ім. Міхая Емінеску (2014).[джерело?]
Проживав у селі Великий Кучурів Сторожинецького району Чернівецької області. Помер 23 липня 2020 року.